# Proceso de Weldon
El proceso de Weldon es un proceso desarrollado en 1866 por Walter Weldon para recuperar dióxido de manganeso para su reutilización en la fabricación de cloro. Las operaciones comerciales comenzaron en las obras de Gamble en St. Helens en 1869. El proceso se describe con bastante detalle en el libro The Alkali Industry, de J.R. Partington, D.Sc. 
El método común para fabricar cloro en ese momento era hacer reaccionar el dióxido de manganeso (y los óxidos relacionados) con ácido clorhídrico para dar cloro: 
MnO2 + 4 HCl → MnCl2 + Cl2 + 2H2O
La contribución de Weldon fue desarrollar un proceso para reciclar el manganeso. La solución residual de cloruro de manganeso (II) se trata con cal, vapor y oxígeno, produciendo calcio manganita (IV) : 
2 MnCl2 + 3 Ca(OH)2 + O2 → CaO·2MnO2 + 3 H2O + 2 CaCl2
La manganita de calcio resultante se puede hacer reaccionar con HCl como en procesos relacionados: 
CaO·2MnO2 + 10 HCl → CaCl2 + 2 MnCl2 + 2 Cl2 + 5 H2O
El cloruro de manganeso (II) puede reciclarse, mientras que el cloruro de calcio es un subproducto residual. El proceso Weldon primero fue reemplazado por el proceso de Deacon y luego por el proceso Chloralkali.    